# غريسوني لا ترينيتي
غريسوني لا ترينيتي هي مدينة أو بلدة ومنتجع جبال الألب الشهير عند سفح مونتي روزا في فال دي غريسوني، وهي جزء من أوستا. منطقة الوادي في شمال غرب إيطاليا. ويضم واحدًا من أكثر منتجعات التزلج على جبال الألب جمالاً في وادي أوستا.

## جغرافيا
تقع Gressoney-La-Trinité في وادي جانبي بمنطقة وادي أوستا في شمال غرب إيطاليا. على ارتفاع 1,627 مترًا (5,338 قدمًا) فوق مستوى سطح البحر، فهي تتمتع بأعلى ارتفاع لأي مدينة في وادي جريسوني.

## التاريخ
استقر الشعب الجرماني، المعروف باسم فالسر، في وادي ليس العلوي منذ القرن الثاني عشر فصاعدًا. تاريخياً، كانت غريسوني سان جان وغريسوني لا ترينيتي بلدتين منفصلتين.
من عام 1928 حتى عام 1946، تم توحيد الكوميونيتين وأطلق عليهما اسم غريسوني رسميًا. ومن عام 1939 إلى عام 1946، تم إضفاء الطابع الإيطالي على الاسم إلى غريسوني. بعد الحرب العالمية الثانية، تم إعادة تشكيل الكوميونتين السابقتين بشكل منفصل.

## وصلات خارجية
- الموقع الرسمي